# Syreregn
Syreregn er den syreholdige nedbør (pH < 4,5), som dannes, når forskellige forureninger og naturligt forekommende stoffer bliver opløst i skyernes vanddråber. Syren kan dannes, når de følgende stoffer findes i atmosfæren:
- Svovldioxid (SO2) fx opstået ved vulkanudbrud eller dannet ved brug af svovlholdige brændstoffer. Danner svovlsyrling (H2SO3) og svovlsyre (H2SO4).
- Kvælstofilte (NOx) fx opstået ved lynnedslag eller ved brug af kvælstofholdige brændstoffer. Danner salpetersyre (HNO3).
- Klor (Cl) fx opstået ved afbrænding af klorholdigt affald. Danner saltsyre (HCl).
- Kuldioxid (CO2) fx opstået ved naturlige åndingsprocesser, ved afbrænding af kulstofholdige forbindelser, som f.eks. fossile brændstoffer, metan og andre kulbrinter. Danner kulsyre (H2CO3).

## Uddybning af kilderne
Luftforurening fra kraftværkerne, trafikken, affaldsforbrænding og landbruget er hovedkilderne til sur regn. Men selv om udviklingen er gået den rigtige vej siden 1980'erne, er luftforureningen stadig skyld i skader på skove, søer, heder og moser. I Verden er hvert fjerde træ i skovene svækket. Hver fjerde træ i alle skove er ikke svækket, det kommer an på hvor du laver målinger. f.eks. en russisk skov, ville næsten ikke være svækket, da der ikke sker syreregn på grund af landets størrelse, og at skoven ligger langt fra fabrikker og andet der er med til at forurene vores miljø. Men det er stadig sandt at skove som ligger nær industriområder er hårdt ramt af syreregn. I 1994 kunne kun 2/3 af de danske rødgraner betegnes som sunde. Men det er stadig ikke alle skove der er ramt af 'syreregn'.

## Hvordan er udviklingen vendt?
I Europa er syreregnen ikke så stort et problem som tidligere. Det der er sket er:
- Kulkraftværker og affaldsforbrændingsanlæg renser røgen for svovlsyre og saltsyre, ved at sprøjte våd kalk ind i røgen før den sendes ud af skorstenene. Derved neutraliseres syren.
- Biler er blevet pålagt at sætte katalysatorer i udstødningsrøret, så NOx bliver spaltet i N2 og O2.

Det sidste store problem - forsuringen af havet med kulsyre - mangler stadig en løsning. Der skal udledes mindre CO2.

## Syreregnens konsekvenser
Når syren trænger ned i jordbunden, udvasker syren over nogle år kalk og basiske næringsstoffer, som bl.a. er nødvendige for træers vækst. Syreforholdene i jorden, betyder meget for hvad der kan vokse i den. Samtidig frigiver jorden aluminiumforbindelser, som er giftige for træers- og nogle planters rødder. Kvælstofforbindelser er i dag den vigtigste årsag til skader på naturen som følge af luftforurening.
Den sure nedbør virker opløsende og eroderende på bjergarterne, men også på bygninger og maskiner, og både dyr og planter kan lide skade. Ofte er det dog nogle afledte virkninger, som skader planterne, mere end den sure nedbør i sig selv. Dog er der forbedringer, da de forskellige regeringer er blevet mere oplyste om miljøproblemerne. Men vi kommer nok aldrig i et helt rent miljø. Derfor sker de nedenstående ting stadig med vores planter:
1. Den sure nedbør gør de mineralske næringsstoffer letopløselige, sådan at de bliver udvasket af jorden. Derved kommer planterne til at mangle afgørende mineraler.
2. Der opstår frie Al3+-ioner (aluminiumioner), når jordvæsken bliver sur, og de er giftige for planterne.
3. Jordstrukturen ændres, når brintionerne opløser (dispergerer) jordens krummestruktur (kolloider). Det betyder dårligere luftskifte og forringede vilkår for planternes rodnet.

Danmark er mindre hårdt ramt af sur nedbør end Norge og Sverige. Det skyldes, at isen under istiden høvlede en masse kalk af havbunden i Skagerrak, Kattegat og Østersøen og blandede det op med jorden i Danmark. Derfor har jorden i Danmark en større buffereffekt, end den har i de andre nordiske lande, hvor isen kom fra. Norge udledte 150.000 ton svovl om året i 1970erne, og fik 160.000 ton svovl i 1990. Det er i dag reduceret til en tiendedel. Kalk spredes med helikopter for at øge søernes pH-værdi.